# Театральный фестиваль имени А. П. Чехова
Международный театральный фестиваль им. А.П. Чехова (МТФ им. А.П. Чехова, Чеховский фестиваль), впервые состоявшийся в 1992 году, – первый и самый крупный международный театральный фестиваль в России и наиболее известный театральный форум в мире. 
Декларируемая цель фестиваля – познакомить и приобщить российских зрителей и профессионалов к лучшим постановкам зарубежных и отечественных театров.[значимость факта?]
В общей сложности в программах Чеховского фестиваля на сегодняшний день[когда?] приняли участие более 600 спектаклей — это работы 437 постановщиков из 54 стран мира.[значимость факта?]
Фестиваль учрежден Международной конфедерацией театральных союзов (правопреемником СТД СССР) и выдающимися деятелями театра А.В. Бартошевичем, М.А. Захаровым, В.Н. Раевским и В.И. Шадриным. Идейными вдохновителями и создателями концепции Фестиваля стали К.Ю. Лавров, О.Н. Ефремов и В.И. Шадрин.
Генеральный директор МТФ им. А.П. Чехова — Карина Сергеевна Цатурова.[значимость факта?]

## История
Международный театральный фестиваль им. А.П. Чехова родился в 1992 году. Идея этого форума возникла еще раньше, на Учредительном съезде СТД СССР (1986). Рухнул железный занавес. Отечественный театр должен был стать частью мирового театрального процесса, найти в нем свое место, освоить его опыт и вступить с ним в интенсивный художественный диалог. В 1991 году распался Советский Союз. Но на последнем съезде СТД СССР было решено преобразовать его в Международную конфедерацию театральных союзов (МКТС) и тем самым попытаться сохранить единое театральное пространство. Конфедерация стала учредителем, а Валерий Шадрин – организатором и руководителем первого международного театрального фестиваля, о котором много лет мечтали профессионалы и зрители нашей страны.
Идея создания театрального фестиваля появилась в театральном сообществе задолго до этого, особенно среди таких деятелей театра, как Олег Ефремов, Георгий Товстоногов, Марк Захаров, Арне Микк, Юрий Еремин, Валерий Левенталь, Михаил Шатров, Алексей Бартошевич, Михаил Швыдкой, Александр Рубинштейн, Валерий Шадрин. Люди театра, особенно те, кому посчастливилось увидеть международные театральные фестивали за рубежом, невольно задавались вопросом, почему одна из самых театральных стран мира не имеет своего международного фестиваля.
Чеховский фестиваль родился 4 октября 1992 года. В этот период даже среди театральных людей было много таких, кто не верил в его жизнеспособность. Пресса писала: «Этот новорожденный неизбежно должен был погибнуть в результате финансовой катастрофы и политической нестабильности того времени. Любой здравомыслящий человек предсказал бы, что такой фестиваль с треском провалится». По всем тогдашним меркам, с идеей создания Фестиваля надо было распроститься на корню. Людям, вынужденным выживать, было не до театра, не до музеев, не до концертов. И уж тем более не до фестиваля.
Именно в пик этого кризиса Валерий Шадрин, секретарь правления СТД СССР, а впоследствии генеральный директор Международного театрального фестиваля им. А.П. Чехова, возглавил деятельность по созданию Фестиваля. Преодолевая колоссальные трудности и инертность мышления, Валерий Шадрин вместе с Кириллом Лавровым и Олегом Ефремовым убеждал и доказывал исключительную важность фестиваля для страны, в которой рухнула вся система гастрольной деятельности, а фестивали стали единственной формой театральных обменов.
Важными для организации стали слова из обращения Кирилла Лаврова, президента МКТС, а в дальнейшем президента Международного театрального фестиваля им. А.П. Чехова, к участникам, гостям и зрителям Первого фестиваля: «Как бы ни была трудна и тревожна жизнь, мы не вправе отчаиваться, не вправе утрачивать волю к творчеству и решимость не терять связей друг с другом. Вот почему я убежден, что наш Фестиваль уместен, что нам не следовало дожидаться более стабильных времен, более благоприятных условий. Фестиваль — затея не праздная. Это свидетельство нашей решимости существовать в открытом, не знающем границ пространстве культуры».
Михаил Швыдкой был избран на должность президента Международного театрального фестиваля им. А.П. Чехова 23 декабря 2022 года.

## Проекты
- 37 спектаклей, поставленных в сотрудничестве с российскими и зарубежными партнерами.
- 19 театральных программ в рамках крупнейших международных мероприятий, включая международные театральные фестивали, проводимые за рубежом, «Русские сезоны» в зарубежных странах, мероприятия перекрестных Годов культуры, мастер-классы мастеров культуры и др.
- 10 книг, изданных Чеховским фестивалем. Все они связаны с его деятельностью.